# Murça
Murça ('muɾsɐ) è un comune portoghese di 6 752 abitanti situato nel distretto di Vila Real.

## Società

### Evoluzione demografica
| Popolazione di Murça (1801 – 2004) | Popolazione di Murça (1801 – 2004) | Popolazione di Murça (1801 – 2004) | Popolazione di Murça (1801 – 2004) | Popolazione di Murça (1801 – 2004) | Popolazione di Murça (1801 – 2004) | Popolazione di Murça (1801 – 2004) | Popolazione di Murça (1801 – 2004) | Popolazione di Murça (1801 – 2004) |
| ---------------------------------- | ---------------------------------- | ---------------------------------- | ---------------------------------- | ---------------------------------- | ---------------------------------- | ---------------------------------- | ---------------------------------- | ---------------------------------- |
| 1801                               | 1849                               | 1900                               | 1930                               | 1960                               | 1981                               | 1991                               | 2001                               | 2004                               |
| 4531                               | 4975                               | 6857                               | 7886                               | 10364                              | 8518                               | 7371                               | 6752                               | 6476                               |

## Freguesias
- Candedo
- Carva
- Fiolhoso
- Jou
- Murça
- Noura
- Palheiros
- Valongo de Milhais
- Vilares